# Asköviken-Tidö
Asköviken-Tidö är ett naturreservat i Västerås kommun i Västmanlands län.
Området är naturskyddat sedan 1985 och är 896 hektar stort. Reservatet omfattar natur kring en grund vik i Mälaren strax norr om Tidö slott. Reservatet består av öppna strandängar, beteshagar och lövskogar.